# NGC 7101
NGC 7101 ist eine kompakte Galaxie vom Hubble-Typ C im Sternbild Pegasus nördlich des Himmelsäquators, die schätzungsweise 388 Millionen Lichtjahre von der Milchstraße entfernt ist.
Im selben Himmelsareal befindet sich u. a. die Galaxie NGC 7102.
Das Objekt wurde am 3. August 1864 von dem Astronomen Albert Marth entdeckt.